# Кульстан
Кульста́н (каз. Күлстан) — село у складі Бурабайського району Акмолинської області Казахстану. Входить до складу Урумкайського сільського округу.
Населення — 84 особи (2021; 104 у 2009, 167 у 1999, 203 у 1989).
Національний склад станом на 1989 рік:
- німці — 62 %;
- казахи — 29 %.

У радянські часи село називалось Культурний Стан, а сучасна назва є скороченим його варіантом.